# 富內斯 (納里尼奧省)
富內斯是哥倫比亞的城鎮，位於該國西南部，由納里尼奧省負責管轄，距離首都波哥大580公里，始建於1616年，面積295平方公里，海拔高度2,044米，2005年人口6,687。
1°00′N 77°27′W / 1.000°N 77.450°W